# جون بالدوين (سياسي أمريكي)
جون بالدوين (بالإنجليزية: John Baldwin)‏ هو سياسي أمريكي، ولد في 15 مايو 1843 في نورواك في الولايات المتحدة. حزبياً، نشط في الحزب الديمقراطي. وقد انتخب عضو مجلس ولاية ميزوري.